# Susan Greenfield
Baronessa Susan Adele Greenfield (Londra, 1º ottobre 1950) è una psicologa, politica e ricercatrice britannica, membro della Camera dei Lord.
La sua ricerca si è concentrata sul trattamento del morbo di Parkinson e del morbo di Alzheimer. Si interessa anche alle neuroscienze della coscienza e all'impatto della tecnologia sul cervello.

## Istruzione
La madre di Greenfield era una ballerina di origini cristiane, e suo padre era un elettricista figlio di un immigrato ebreo proveniente dall'Austria. Le sue nonne non si sono mai parlate e lei ha dichiarato che il pregiudizio era ugualmente forte da entrambe le parti.
Primo membro della sua famiglia a frequentare l'università, fu inizialmente ammessa al St Hilda's College per studiare filosofia e psicologia, ma cambiò corso e si laureò con una laurea di primo livello in psicologia sperimentale. Presso il St Hugh's College di Oxford conseguì il dottorato con una tesi sulle origini dell'acetilcolinesterasi nel liquido cerebrospinale.

## Carriera
La ricerca di Greenfield si concentra sulla fisiologia cerebrale, in particolare sui meccanismi cerebrali delle malattie di Parkinson e Alzheimer. È anche conosciuta per il suo ruolo nella divulgazione scientifica: Greenfield ha scritto diversi libri sul cervello, tiene regolarmente conferenze pubbliche e appare in radio e televisione.
Dal 1976 Greenfield ha pubblicato circa 200 articoli su riviste peer-reviewed, inclusi studi sui meccanismi cerebrali coinvolti nella dipendenza e nella ricompensa, relativi ai sistemi dopaminergici e altri prodotti neurochimici. Ha studiato i meccanismi cerebrali alla base del disturbo da deficit di attenzione e iperattività (ADHD), nonché l'impatto dell'arricchimento ambientale.
È stata nominata direttrice della Royal Institution nel 1998.
Ha esplorato la rilevanza della conoscenza delle neuroscienze per l'istruzione e ha coniato il termine cambiamento mentale che comprende diverse questioni coinvolte nell'impatto dell'ambiente del XXI secolo sul cervello.
Nel 2013 ha co-fondato la società biotecnologica Neuro-bio Ltd che sviluppa test diagnostici e terapeutici per la malattia di Alzheimer. La società ha scoperto che il terminale C dell'acetilcolinesterasi può essere scisso e che il peptide risultante può uccidere i neuroni. Si è inoltre scoperto che un analogo del peptide ciclico potrebbe impedire la morte neuronale.

## Politica

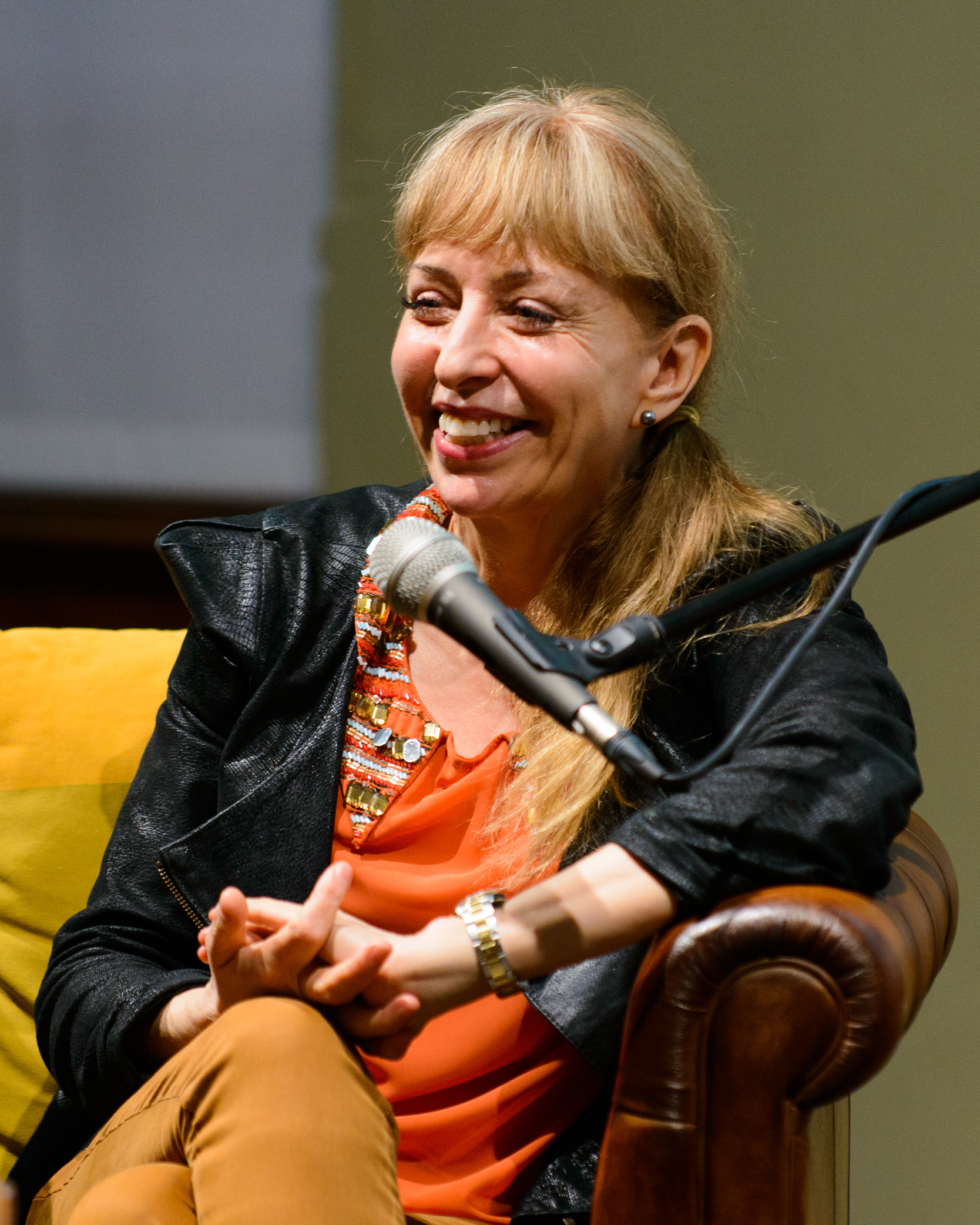
Greenfield nel 2013

Greenfield siede nel Parlamento del Regno Unito alla House of Lords come deputata indipendente, non avendo un'affiliazione politica ufficiale. I registri dell'attività di Greenfield alla House of Lords indicano l'astensione su una serie di questioni. Ha discusso su diversi argomenti, tra cui istruzione, droghe e incentivi economici per le donne.

## Impatto della controversia sulla tecnologia digitale
Greenfield ha espresso preoccupazione per il fatto che l'uso di Internet possa modificare le strutture cerebrali dei giovani.

## Attività di beneficenza
È sostenitrice di Alzheimer's Research UK e di Dignity in Dying. È fondatrice e fiduciaria dell'ente benefico Science for Humanity, una rete di scienziati, ricercatori e tecnologi che collaborano con organizzazioni no profit per creare soluzioni pratiche ai problemi quotidiani delle comunità in via di sviluppo.

## Vita privata
Greenfield è stata sposata con il professor Peter Atkins dell'Università di Oxford dal 1991 fino al divorzio nel 2005.

## Riconoscimenti
A partire dal 2016 Greenfield ha conseguito 32 lauree honoris causa e ha ricevuto il Premio Michael Faraday della Royal Society. È stata eletta membro della Honorary Fellowship del Royal College of Physicians e del Science Museum di Londra.
Nel 2006 è stata nominata Honorary Fellow della British Science Association.
È stata nominata donna dell'anno da The Observer. Nel 2001 è diventata una paria a vita sotto il sistema della House of Lords Appointments Commission.

## Opere
- Greenfield, Susan, Journey to the Centers of the Mind: Toward a Science of Consciousness, San Francisco, California, W.H. Freeman, 1995, ISBN 0-7167-2723-4.
- Greenfield, Susan, The Human Brain: A Guided Tour (Science Masters Series), New York, Basic Books, 1997,  pp. 160 pages, ISBN 0-465-00726-0.
- Greenfield, Susan, The Private Life of the Brain (Penguin Press Science), London, UK, Penguin Books Ltd, 2002,  pp. 272 pages, ISBN 0-14-100720-6.
- Greenfield, Susan, Tomorrow's People: How 21st Century Technology is Changing the Way we Think and Feel, London, UK, Allen Lane, 2003,  pp. 304 pages, ISBN 0-7139-9631-5.
- Susan Greenfield, Inside the Body, London, UK, Cassell Illustrated, 2006,  pp. 288 pages, ISBN 1-84403-500-X.
- Susan Greenfield, ID: The Quest for Identity in the 21st Century, London, UK, Sceptre, 2008,  pp. 320 pages, ISBN 978-0-340-93600-9.
- Susan Greenfield, You and Me: The Neuroscience of Identity, London, UK, Notting Hill Editions, 2011, ISBN 978-1-907903-34-2.
- Susan Greenfield, 2121: A Tale from the Next Century, London, UK, Head of Zeus, 2013.
- Susan Greenfield, Mind Change: How 21st Century Technology is leaving its mark on the brain, London, UK, Random House, 2014.
- Susan Greenfield, A Day in the Life of the Brain: The Neuroscience of Consciousness from Dawn till Dusk, 1915.